# Ett fall med Dunder & Brak
Ett fall med Dunder & Brak är en serie med ungdomsböcker skrivna av den svenska författaren Hans-Eric Hellberg. Bokseriens namn kommer av de alias som böckernas huvudpersoner, de knappt tonåriga kompisarna Mats och Päivi, använder sig av. Dunder & Brak kommer av att Mats heter ''Dunnerbak'' i efternamn. På grund av dessa alias har varje bok i serien undertiteln "ett fall med Dunder & Brak". Dunder & Brak är amatördetektiver, men kallar sig helst själva hemliga agenter. De bor och verkar i den fiktiva landsortsstaden Kvarstad. Flera av böckerna har givits ut med omslag av konstnären Hans Arnold.

## Böckerna
Serien kan ses som en kombination av den klassiska barndeckaren och 1970-talets socialrealistiska, problemorienterade barn- och ungdomsböcker; "bovarna" är ofta kapitalister eller andra representanter för det etablerade samhället.
Hans-Eric Hellbergs ambition var att skapa en långkörare, eftersom han själv som barn älskade långa bokserier som Enid Blytons Fem-böcker. Han medgav att han egentligen velat skapa en serie med omkring 100 böcker istället för bara 14.
Hellberg var också mycket inspirerad av Bengt Linders Dante-böcker, men ansåg att han inte hade samma handlag med fars som Linder och att Dunder & Brak-böcker därför inte blev lika roliga. Han tyckte dock att böckerna var roliga att skriva och skrev dem vanligen på tre till fyra veckor. Det faktum att han tyckte om att skriva Dunder & Brak-böckerna ledde också dessvärre till att Hellberg, enligt egen uppgift, "inte nändes ta fullt betalt för dem".

## Huvudpersonerna
Mats och Päivi är på många sätt varandras motsatser. Mats bor i en svensk villaidyll med en präktig kärnfamilj; en far som är välavlönad tjänsteman, en mor som är hemmafru samt en lillasyster. Päivi, däremot, lever i ett fallfärdigt hyreshus tillsammans med sin mamma Sirkka, en från Finland invandrad, ensamstående städerska. Även deras karaktärer är på många sätt motsatta; pojken Mats är ganska blyg och tillbakadragen, medan flickan Päivi skildras som tuff, självständig och orädd. Kombinationen "blyg pojke - orädd flicka" är dock ganska typisk för Hans-Eric Hellberg; den förekommer redan i debutboken Jan får en vän och finns också i bl.a. serien om Jonnie och Katarina.

## Kvarstad
Kvarstad heter den fiktiva staden där böckerna utspelar sig. Det framgår i boken Upp genom luften att Kvarstad har ett flygfält. Stationsgatan i Kvarstad ligger där järnvägsstationen i staden låg för hundra år sedan. Järnvägsstationen är numera flyttad och gatan vid den nya järnvägsstationen har namnet Sveavägen, efter mostern till ordföranden i kommunens gatunamnskommitté. Detta framgår i inledningen till boken Framlänges.

## Böcker
- De enögda banditerna
- Upp genom luften
- Skuggan som störtade
- Rädda Paradiset
- Päivi dyker ner
- Baklänges
- Framlänges
- Nedbrottslingarna
- Det försvunna fotografiet
- Stöldvågen
- Kattastrof
- Spela en roll
- Storvinsten
- Skuggan av Strix